# Okauchee Lake
Okauchee Lake is een plaats (census-designated place) in de Amerikaanse staat Wisconsin, en valt bestuurlijk gezien onder Waukesha County.

## Demografie
Bij de volkstelling in 2000 werd het aantal inwoners vastgesteld op 3916.

## Geografie
Volgens het United States Census Bureau beslaat de plaats een oppervlakte van 12,8 km², waarvan 9,0 km² land en 3,8 km² water.

## Plaatsen in de nabije omgeving
De onderstaande figuur toont nabijgelegen plaatsen in een straal van 8 km rond Okauchee Lake.